# Amphisbaena mitchelli
Amphisbaena mitchelli är en ödleart som beskrevs av  Joan B. Procter 1923. Amphisbaena mitchelli ingår i släktet Amphisbaena och familjen Amphisbaenidae. Inga underarter finns listade i Catalogue of Life.